# Juan Imhoff
Pour les articles homonymes, voir Imhoff.

a Compétitions nationales et continentales officielles uniquement.

b Matchs officiels uniquement.
Dernière mise à jour le 27 août 2024.
Juan Imhoff, né le 11 mai 1988 à Rosario (Argentine), est un joueur international argentin de rugby à XV et à sept évoluant au poste d'ailier. 
Avec les Pumas, il termine quatrième de la Coupe du monde 2015, il est également  membre de l'équipe d'Argentine de rugby à sept, sélection avec laquelle il termine sixième des Jeux olympiques 2016. 
Il joue au Racing 92, club avec lequel il remporte le championnat de France 2016, disputant la même année la finale de la Coupe d'Europe. Il est à ce jour le meilleur marqueur d'essais du club depuis le retour dans l'élite en 2009 du Racing.  

## Carrière

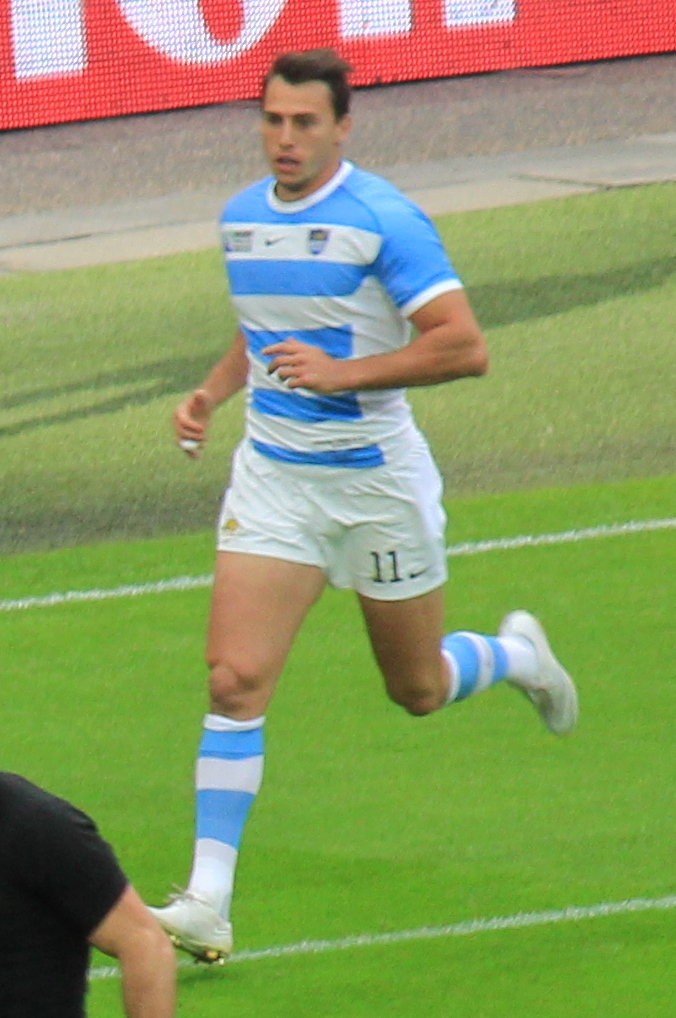
Juan Imhoff avec l'équipe d'Argentine lors de la Coupe du monde 2015.

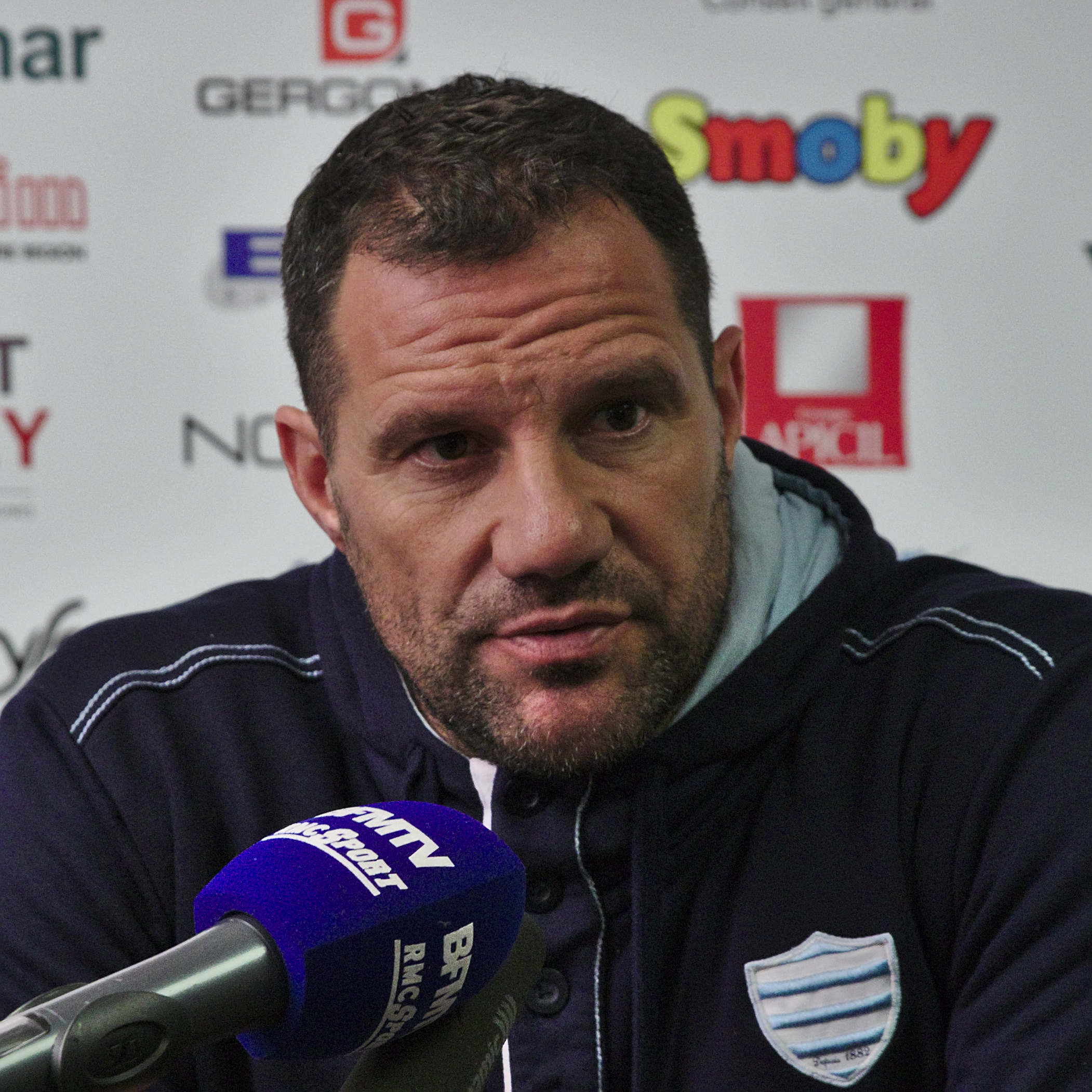
Laurent Labit, ici en 2015, est l'entraîneur de Juan Imhoff de 2013 à 2019.

Joueurs des Jaguars, équipe d'Argentine A, Juan Imhoff honore sa première cape internationale avec l'équipe d'Argentine le 20 mai 2009 contre l'équipe du Chili. En 2011, il dispute la Vodacom Cup avec le club argentin Pampas XV. Il remporte la compétition en battant les Blue Bulls en finale. Le 11 août, il est retenu par Santiago Phelan dans la liste des trente joueurs qui disputent la coupe du monde. 
Le 12 octobre 2011, il signe au Racing Métro 92 en tant que joker médical à la suite des blessures de Benjamin Fall et Mirco Bergamasco.
En 2015, il est sélectionné pour participer à la coupe du monde. Il dispute six rencontres: d'abord face à la Nouvelle-Zélande, puis la Géorgie (où il inscrit deux essais), les Tonga où il inscrit un essai et enfin la Namibie. En quart de finale l'Argentine s'impose face à l'Irlande, match où il inscrit deux autres essais; en demi-finale, il participe à la défaite face à l'Australie. Victime d'un traumatisme crânien lors de cette rencontre, il ne participe pas au match pour la troisième place.
Malgré l'obligation faite aux joueurs argentins de jouer avec la nouvelle franchise argentine des Jaguars en Super Rugby pour pouvoir postuler avec les Pumas à l'avenir, il reste en France pour continuer sa carrière avec le Racing. Il explique alors sa décision de poursuivre avec le club parisien par la nécessité de participer aux nouvelles étapes de son club, remporter un titre et jouer dans le nouveau stade. Il reconnait également que l'aspect financier joue, disant « Je suis un professionnel. Cette vie loin de mon pays, je veux la valoriser ». 
Lors de la saison 2015-2016, il participe à huit rencontres de coupe d'Europe, dont sept en tant que titulaire, inscrivant quatre essais, face à Northampton, puis un lors de chacun des deux matchs contre les Scarlets et un lors du quart de finale victorieux face à Toulon. Il participe également à la victoire en demi-finale face à Leicester puis à la défaite 21 à 9 face aux Saracens. En championnat de France, il dispute quinze rencontres, dont les trois des phases finales. D'abord une victoire face au Stade toulousain, puis la demi-finale face à l'ASM Clermont où il inscrit l'essai, transformé par Dan Carter, qui donne la victoire après prolongation, et enfin la victoire 29 à 21 face à Toulon. Lors de cette rencontre, il prend la responsabilité de suppléer Maxime Machenaud au poste de demi de mêlée après l'expulsion rapide du joueur français.
Durant cette saison, il est autorisé par ses entraineurs à disputer le tournoi London rugby sevens 2016 des World Rugby Sevens Series avec l'Équipe d'Argentine de rugby à sept. Cela lui permet d'être sélectionné pour Jeux olympiques. Lors de cette compétition, l'Argentine perd son quart de finale sur le score de 5 à 0 en mort subite, rencontre où Imhoff prend un carton jaune à 40 secondes du terme. L'Argentine termine finalement cette compétition à la sixième place.
Trois fois finaliste de la coupe d'Europe avec le Racing 92 en 2016, 2018 et 2020, il est l'un des principaux cadres de l'effectif francilien et est le meilleur marqueur d'essais du club de l'ère professionnelle, que ce soit en Top 14 (64 essais) ou en Coupe d'Europe (31 essais).
Durant la saison 2019-2020, il joue 21 matches avec le Racing, 13 en championnat et 9 en Coupe d'Europe (soit la totalité des matchs de son club dans cette compétition) et tous en tant que titulaire. Il inscrit 6 essais dans chacune de ces compétitions et parvient en finale de coupe d'Europe ; le championnat est lui arrêté à cause de la pandémie de Covid-19, sans qu'un champion ne soit désigné. Au cours de cette saison, il participe également avec le Racing au tout premier Supersevens 2020, compétition de rugby à sept rassemblant les équipes de Top 14, où il est capitaine de son équipe, et qu'il mène à la victoire en finale face à Pau sur le score de 28 à 12.
Alors qu'il n'a pas été sélectionné depuis la Coupe du monde 2015 en Angleterre, Juan Imhoff est rappelé pour le Tri-nations 2020, participant ainsi à la première victoire des Pumas face à la Nouvelle-Zélande (25-15) et à un match nul face aux Australiens (15-15). Il est de nouveau sélectionné en juillet 2021 pour participer à deux test-matchs face à la Roumanie (victoire 24-17) et au Pays de Galles (victoire 33-11).
Lors de la saison 2020-2021, Juan Imhoff joue 13 matches dont 2 en Coupe d'Europe pour un total de trois essais en championnat de France. Cependant, il est victime d'une déchirure à la cuisse face à Agen lors de la 25e journée de Top 14 et il doit mettre un terme à sa saison alors que le Racing 92 se qualifie pour les barrages de fin de saison, l'emporte sur le Stade français à domicile et finira par perdre en demi-finale face au Stade rochelais.
Il revient au début de la saison 2021-2022, toujours dans son rôle d'ailier titulaire, il inscrit 3 essais en Top 14 durant la première moitié de la saison et 3 autre en deux matches de Coupe d'Europe, portant le nombre total d'essais qu'il a inscrit à 32 unités, il devient ainsi le quatrième meilleur marqueur de la compétition après la victoire face aux Ospreys. À la fin de son contrat en juin 2022, il est en négociations avec son club pour prolonger alors que certains médias annoncent que le club francilien ne souhaite pas le conserver.
Durant la tournée d'été de l'Écosse en Argentine en 2022, il prend part à deux matches avec les Pumas, étant une fois titulaire.
Juan Imhoff prend sa retraite sportive en 2024.

## Statistiques détaillées

### En club
Depuis son arrivée en 2011, Juan Imhoff est titulaire indiscutable à l'aile du Racing 92, aussi bien en Top 14 qu'en Coupe d'Europe,. Il a inscrit avec le club francilien 68 essais en championnat de France et 32 en Coupe d'Europe, ce qui fait de lui le meilleur marqueur d'essais de son club depuis l'ère professionnelle et le place dans les meilleurs marqueurs de l'histoire de chacun de ces championnats.
| Saison              | Club                | Compétition           | Matchs | Points | Essais |
| ------------------- | ------------------- | --------------------- | ------ | ------ | ------ |
| 2011-2012           | Racing Métro 92     | Championnat de France | 15     | 20     | 4      |
| 2011-2012           | Racing Métro 92     | Coupe d'Europe        | 5      | 15     | 3      |
| 2012-2013           | Racing Métro 92     | Championnat de France | 15     | 15     | 3      |
| 2012-2013           | Racing Métro 92     | Coupe d'Europe        | 4      | 20     | 4      |
| 2013-2014           | Racing Métro 92     | Championnat de France | 11     | 20     | 4      |
| 2013-2014           | Racing Métro 92     | Coupe d'Europe        | 5      | 0      | 0      |
| 2014-2015           | Racing Métro 92     | Championnat de France | 11     | 20     | 4      |
| 2014-2015           | Racing Métro 92     | Coupe d'Europe        | 6      | 25     | 5      |
| 2015-2016           | Racing 92           | Championnat de France | 15     | 35     | 7      |
| 2015-2016           | Racing 92           | Coupe d'Europe        | 8      | 20     | 4      |
| 2016-2017           | Racing 92           | Championnat de France | 23     | 50     | 10     |
| 2016-2017           | Racing 92           | Coupe d'Europe        | 3      | 10     | 2      |
| 2017-2018           | Racing 92           | Championnat de France | 17     | 62     | 12     |
| 2017-2018           | Racing 92           | Coupe d'Europe        | 3      | 0      | 0      |
| 2018-2019           | Racing 92           | Championnat de France | 21     | 45     | 9      |
| 2018-2019           | Racing 92           | Coupe d'Europe        | 6      | 25     | 5      |
| 2019-2020           | Racing 92           | Championnat de France | 13     | 30     | 6      |
| 2019-2020           | Racing 92           | Coupe d'Europe        | 9      | 30     | 6      |
| 2020-2021           | Racing 92           | Championnat de France | 11     | 15     | 3      |
| 2020-2021           | Racing 92           | Coupe d'Europe        | 2      | 0      | 0      |
| 2021-2022           | Racing 92           | Championnat de France | 21     | 45     | 9      |
| 2021-2022           | Racing 92           | Coupe d'Europe        | 6      | 20     | 4      |
| Total TOP 14        | Total TOP 14        | Total TOP 14          | 173    | 357    | 71     |
| Total Champions Cup | Total Champions Cup | Total Champions Cup   | 57     | 165    | 33     |
| Total Racing        | Total Racing        | Total Racing          | 230    | 522    | 104    |

### En sélection nationale
Au 13 mars 2024, Juan Imhoff compte 43 sélections avec l'équipe d'Argentine depuis son premier match disputé le 23 mai 2010 contre le Chili. Il a inscrit 85 points, soit 17 essais.
Il compte onze sélections en Coupe du monde, quatre lors de l'édition 2011 où il rencontre l'Angleterre, la Roumanie, la Géorgie et la Nouvelle-Zélande, inscrivant dix points, deux essais, contre la Roumanie et la Géorgie, puis six en 2015, face à la Nouvelle-Zélande, la Géorgie, deux essais, et les Tonga, un essai, la Namibie, l'Irlande, où il inscrit deux autres essais et l'Australie. Ainsi qu'une dernière en 2023 face au Chili.
| Année | Compétition        | Matchs | Points | Essais |
| ----- | ------------------ | ------ | ------ | ------ |
| 2010  | Test matchs        | 1      | 10     | 2      |
| 2011  | Test matchs        | 1      | 0      | 0      |
| 2011  | Coupe du monde     | 4      | 10     | 2      |
| 2012  | Rugby Championship | 3      | 5      | 1      |
| 2012  | Test matchs        | 3      | 5      | 1      |
| 2013  | Rugby Championship | 4      | 0      | 0      |
| 2013  | Test matchs        | 2      | 5      | 1      |
| 2014  | Rugby Championship | 4      | 5      | 1      |
| 2014  | Test matchs        | 2      | 0      | 0      |
| 2015  | Rugby Championship | 2      | 15     | 3      |
| 2015  | Test matchs        | 1      | 0      | 0      |
| 2015  | Coupe du monde     | 6      | 25     | 5      |
| 2020  | Tri-nations        | 2      | 0      | 0      |
| 2021  | Test matchs        | 2      | 0      | 0      |
| 2022  | Rugby Championship | 2      | 5      | 1      |
| 2022  | Test matchs        | 2      | 0      | 0      |
| 2023  | Rugby Championship | 1      | 0      | 0      |
| 2023  | Coupe du monde     | 1      | 0      | 0      |
| Total | Total              | 43     | 85     | 17     |

## Palmarès
- Vainqueur de la Vodacom Cup en 2011 avec les Pampas XV
- Vainqueur du Top 14 en 2016 avec le Racing 92
- Finaliste de la Coupe d'Europe en 2016, 2018 et 2020 avec le Racing 92
- Vainqueur du Supersevens en 2020 avec le Racing 92 Natixis Sevens (4 matches, 1 essais)